# 在朝鮮アメリカ陸軍司令部軍政庁

アメリカ占領時代に民間で使われた太極旗

在朝鮮アメリカ陸軍司令部軍政庁
United States Army Military Government in Korea (英語)
在朝鮮美國陸軍司令部軍政廳
재조선 미국 육군사령부 군정청 (韓国語)

国歌: The Star-Spangled Banner（英語）
星条旗（法律上）

在朝鮮アメリカ陸軍司令部軍政庁の位置

在朝鮮アメリカ陸軍司令部軍政庁（ざいちょうせんアメリカりくぐんしれいぶぐんせいちょう、英語: United States Army Military Government in Korea, USAMGIK; 朝鮮語: 재조선미국육군사령부군정청 / 在朝鮮美國陸軍司令部軍政廳）、または単にアメリカ軍政庁（あめりかぐんせいちょう）は、1945年9月8日から1948年8月15日の大韓民国建国までの間、北緯38度線以南の朝鮮（南朝鮮）を統治していた公式なアメリカ合衆国による占領行政機関である。
軍政庁の統治期間に、大韓民国の社会制度の基盤が数多く建設された。

## 概要
朝鮮半島の統治権移譲は、アメリカ軍のコートニー・ホッジス大将、トーマス・C・キンケード海軍大将、日本軍の阿部信行大将、上月良夫中将らとの間で行われた。朝鮮総督阿部信行大将は、日本が敗戦を認めた1945年8月15日に、朝鮮の統治権を朝鮮人に移譲すると発表していたが、アメリカ合衆国とソビエト連邦は朝鮮人による統治を認めなかった。9月9日、朝鮮総督府がアメリカ軍への降伏文書に署名。9月19日、ソウル市内に軍政庁が設置された。
軍政庁統治期の南朝鮮は、様々な要因から生じた政治・経済上の大混乱に苦しめられた。ソ連軍（赤軍）統治下の朝鮮（北朝鮮）も含め、当時の朝鮮には日本統治時代の余波が未だ残っていた。また、アメリカ軍は朝鮮統治を開始する際に、統治のための周到な準備が用意出来ておらず、朝鮮の言語的・政治的事情に関する知識の無いまま朝鮮に到着した。そのため、軍政庁による政策の多くは、軍政庁の意図に反して南朝鮮に不安定要素をもたらす効果を持っていた。更には、北朝鮮からの越南者（脱北者）・避難民や、また朝鮮国外からの帰国者が多数流入したことが、南朝鮮の混乱をより継続させる原因となった。

## 組織
1947年時点
- 軍政長官
  - 民政長官
    - 文教部
編修局、普通教育局、高等教育局、教化局、観象局
    - 司法部
総務局、行政局、弁護士局、監察局、法律調査局、法律起草局
    - 警務部
総務局、公安局、捜査局、教育局、通信局
第1～3警務総監府 - 各管区警察庁 - 各監察署 - 各警察署
    - 農務部
農林経済局、農産局、山林局、水産局
    - 商務部
総務局、特許局、鉱務局、商務局、貿易局、工芸局
    - 財務部
理財局、司経局、国庫局、専売局、会計局
    - 保健厚生部
総務局、医務局、予防医学局、獣医局、薬務局、救護局、歯医務局、調査訓練局、看護事業局、婦女局
    - 国内警備部（統衛部）
国防警備隊、海岸警備隊
    - 逓信部
総務局、郵務局、電務局、貯金保険局、財政局、資材局
    - 運輸部
鉄道運輸局、海上運輸局、公路運輸局、飛行運輸局
    - 土木部
中央消防委員会、大田国道事務所、大邱国道事務所、釜山国道事務所
    - 労働部
労働局
    - 人事行政処
総務署、職制署、補任署、考試署、訓練署、調査署
    - 食糧行政処
企画庶務署、食糧分配署、食糧資料署
    - 物価行政処
総務署、行政署、監察署
    - 庶務処
総務署、調査研究署、財産会計署、建築署、統計署
    - 外務処
外務署
    - 管財処

司法府
- 大法院
  - 高等審理院
    - 地方審理院